# Szpírosz Papadákosz
Szpírosz Papadákosz (görög: Σπύρος Παπαδάκος) (1958. január 1. –) görög nemzetközi labdarúgó-játékvezető.

## Pályafutása

### Nemzeti játékvezetés
Pályafutása során hazája legfelső szintű labdarúgó-bajnokságának játékvezetője lett. Az aktív nemzeti játékvezetéstől 2001-ben vonult vissza.

### Nemzetközi játékvezetés
A Görög labdarúgó-szövetség Játékvezető Bizottsága (JB) 1997-ben terjesztette fel nemzetközi játékvezetőnek, a Nemzetközi Labdarúgó-szövetség (FIFA) bíróinak keretébe. Több nemzetek közötti válogatott és klubmérkőzést vezetett. FIFA JB besorolás szerint az első kategóriás bíró. A görög nemzetközi játékvezetők rangsorában, a világbajnokság-Európa-bajnokság sorrendjében többedmagával a 16. helyet foglalja el 1 találkozó szolgálatával. Az aktív nemzetközi játékvezetéstől 2001-ben a búcsúzott. Válogatott mérkőzéseinek száma: 3.

#### Európa-bajnokság
Az európai-labdarúgó torna döntőjéhez vezető úton Belgiumba és Hollandiába a XI., a 2000-es labdarúgó-Európa-bajnokságra az UEFA JB játékvezetőként foglalkoztatta.
| Időpont          | Helyszín                    | Mérkőzés típusa           | Mérkőzés    | Eredmény | Nézők száma |
| ---------------- | --------------------------- | ------------------------- | ----------- | -------- | ----------- |
| 1999. október 9. | Racecourse Stadion, Wrexham | előselejtező (1. csoport) | Wales–Svájc | 0 : 2    | 5 064       |

## Sportvezetőként
Az aktív pályafutását befejezve a Görög Labdarúgó-szövetség Játékvezető Bizottsága (JB)  elnöke lett.